# Fábio Ticiano
Fábio Ticiano (em latim: Fabius Titianus) foi oficial romano do século IV, ativo no reinado dos imperadores Constantino (r. 306–337), Constantino II (r. 337–340), Constante I (r. 337–350), Constâncio II (r. 337–361) e Magnêncio (r. 350–353).

## Vida

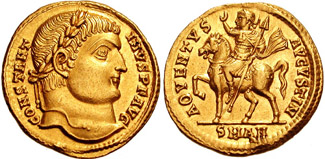
Soldo de Constantino r.

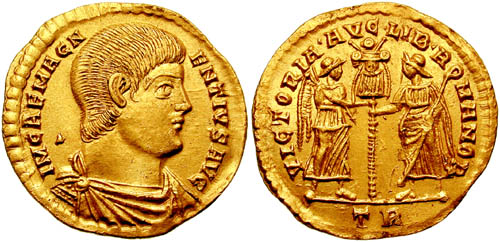
Soldo de Magnêncio r.

Foi talvez parente de Aurélio Celsino. De acordo com a inscrição que cita seus ofícios, seus primeiros dois ofícios foram de corretor de Flamínia e Piceno e consular da Sicília, ambos conhecidos apenas nessa fonte e cuja datação é incerta. Seu próximo ofício foi de procônsul da Ásia e juiz representante do imperador, que deve ter ocupado em 324/337, e então conde da primeira ordem, que deve ter ocupado sob Constantino. Em 337, foi cônsul posterior com Feliciano, e entre 25 de outubro de 339 a 25 de fevereiro de 341, foi prefeito urbano de Roma.
Entre 341 e 349, foi prefeito pretoriano da Gália na condição de colega júnior de Domício Leôncio (prefeito pretoriano do Oriente entre 340 e 344) e Marcelino (prefeito pretoriano da Itália em 340). Entre 27 de fevereiro de 350 e 1 de março de 351, sob Magnêncio, foi novamente prefeito urbano de Roma e juiz representante do imperador. Ele serviu como emissário de Magnêncio para Constâncio II em 351 pouco antes da Batalha de Mursa Maior para oferecer-lhe sua vida se abdicasse em favor de Magnêncio.
Em sua reunião com Constâncio, Ticiano acusou Constantino e seus filhos de permitirem a destruição de cidades por negligência, mas recebeu permissão de retornar em segurança para Magnêncio após sua oferta ser rejeitada. Provavelmente pode ser identificado com a pessoa de nome incerto que insultou Constâncio e não foi punida. Caso era pagão, também pode ter sido quindecênviro dos fatos sagrados como uma inscrição indica.